# رابل
رابل (به آلمانی: Rabel) یک شهر در آلمان است که در اشلسویگ-فلنسبورگ واقع شده‌است. رابل ۶۳۷ نفر جمعیت دارد.